# Copa Libertadores 2014
Die Copa Libertadores 2014, aufgrund des Sponsorings auch Copa Bridgestone Libertadores, war die 55. Ausspielung des wichtigsten südamerikanischen Fußballwettbewerbs für Vereinsmannschaften. In der Saison 2014 nahmen insgesamt 38 Mannschaften teil, 35 aus den zehn Mitgliedsverbänden der CONMEBOL, darunter Titelverteidiger Atlético Mineiro aus Brasilien und der Sieger der Copa Sudamericana 2013 CA Lanús aus Argentinien sowie 3 aus Mexiko. Das Turnier begann am 28. Januar mit der Qualifikationsrunde und endete am 13. August 2014 mit dem Finalrückspiel. Dort bezwang Club Atlético San Lorenzo de Almagro aus Argentinien Club Nacional aus Paraguay und gewann erstmals die Copa Libertadores.

## Teilnehmende Mannschaften
Die folgenden Mannschaften nahmen an der Copa Libertadores 2014 teil. Da der Atlético Mineiro als Titelverteidiger automatisch qualifiziert war, durfte Brasilien sechs statt der üblichen fünf Teilnehmer zum Turnier entsenden, wobei zwei in die Qualifikation mussten. Mexiko, das eigentlich der CONCACAF angehört, sandte nach Einladung drei Mannschaften zum Turnier, von denen zwei in die Qualifikation mussten. Die Mannschaften, die in die Qualifikation für die Hauptrunde gehen mussten, sind in der Tabelle mit einem (Q) gekennzeichnet.
| Land                            | Verein                               | Qualifikationsgrund                                         |
| ------------------------------- | ------------------------------------ | ----------------------------------------------------------- |
| Argentinien 5 Startplätze       | Arsenal de Sarandí                   | Copa Argentina Gewinner 2013                                |
| Argentinien 5 Startplätze       | CA Vélez Sársfield                   | Primera División Gewinner 2012–2013                         |
| Argentinien 5 Startplätze       | Newell’s Old Boys                    | Gewinner Torneo Final                                       |
| Argentinien 5 Startplätze       | Club Atlético San Lorenzo de Almagro | Gewinner Torneo Inicial                                     |
| Argentinien 5 Startplätze       | CA Lanús (Q)                         | Copa Sudamericana 2013 Gewinner                             |
| Bolivien 3 Startplätze          | Club Bolívar                         | Meister 2013                                                |
| Bolivien 3 Startplätze          | Club The Strongest                   | Zweiter der Meisterschaften 2013                            |
| Bolivien 3 Startplätze          | Oriente Petrolero (Q)                | Dritter 2013                                                |
| Brasilien 5 + 1 Startplätze     | Atlético Mineiro                     | Titelverteidiger                                            |
| Brasilien 5 + 1 Startplätze     | CR Flamengo                          | Pokalsieger 2013                                            |
| Brasilien 5 + 1 Startplätze     | Cruzeiro EC                          | Meister 2013                                                |
| Brasilien 5 + 1 Startplätze     | Grêmio FBPA                          | Zweiter 2013                                                |
| Brasilien 5 + 1 Startplätze     | Athletico Paranaense (Q)             | Dritter 2013                                                |
| Brasilien 5 + 1 Startplätze     | Botafogo FR (Q)                      | Vierter 2013                                                |
| Chile 3 Startplätze             | Unión Española                       | Meister 2013                                                |
| Chile 3 Startplätze             | CD O’Higgins                         | Meister Apertura 2013                                       |
| Chile 3 Startplätze             | CF Universidad de Chile (Q)          | Meister Apertura Liguilla 2013                              |
| Ecuador 3 Startplätze           | CS Emelec                            | Meister 2013                                                |
| Ecuador 3 Startplätze           | Independiente del Valle              | Zweiter 2013                                                |
| Ecuador 3 Startplätze           | Deportivo Quito (Q)                  | Dritter 2013                                                |
| Kolumbien 3 Startplätze         | Atlético Nacional                    | Meister der Apertura 2013 und Meister der Finalización 2013 |
| Kolumbien 3 Startplätze         | Deportivo Cali                       | Erster in der Gesamttabelle 2013 (ohne Meister)             |
| Kolumbien 3 Startplätze         | Independiente Santa Fe (Q)           | Zweiter in der Gesamttabelle 2013 (ohne Meister)            |
| Mexiko (CONCACAF) 3 Startplätze | Santos Laguna                        | Punktbestes Team der Apertura 2013                          |
| Mexiko (CONCACAF) 3 Startplätze | Club León                            | Zweitplatzierter der Apertura 2013                          |
| Mexiko (CONCACAF) 3 Startplätze | Monarcas Morelia (Q)                 | Drittplatzierter der Apertura 2013                          |
| Paraguay 3 Startplätze          | Club Cerro Porteño                   | Meister der Clausura 2013                                   |
| Paraguay 3 Startplätze          | Club Nacional                        | Zweiter der Apertura 2013                                   |
| Paraguay 3 Startplätze          | Club Guaraní (Q)                     | Erster in der Gesamttabelle (ohne Meister)                  |
| Peru 3 Startplätze              | Universitario de Deportes            | Meister 2013                                                |
| Peru 3 Startplätze              | Real Garcilaso                       | Zweiter 2013                                                |
| Peru 3 Startplätze              | Sporting Cristal (Q)                 | Dritter 2013                                                |
| Uruguay 3 Startplätze           | Club Atlético Peñarol                | Meister 2013                                                |
| Uruguay 3 Startplätze           | Defensor Sporting                    | Zweiter 2013                                                |
| Uruguay 3 Startplätze           | Nacional Montevideo (Q)              | Bestplatzierter Nichtfinalist                               |
| Venezuela 3 Startplätze         | Zamora FC                            | Meister Apertura 2013                                       |
| Venezuela 3 Startplätze         | Deportivo Anzoátegui                 | Meister Clausura 2013                                       |
| Venezuela 3 Startplätze         | FC Caracas (Q)                       | Dritter der Gesamttabelle 2013 (ohne Meister)               |

1. ↑  Die 3 erstplatzierten Teams sind für die CONCACAF Champions League 2013/14 qualifiziert und somit nicht für die Copa Libertadores 2014 spielberechtigt.

## Modus
Bei Punktgleichheit in der Gruppenphase ist die Tordifferenz für das Weiterkommen maßgebend, dann die Anzahl der erzielten Tore, danach die der auswärts erzielten Treffer. Sind auch diese gleich, entscheidet das Los. In den K.-o.-Runden gilt bei Punkt- und Torgleichheit ebenfalls die Auswärtstorregel. Ist deren Anzahl gleich folgte ohne Verlängerung sofort ein Elfmeterschießen. Lediglich im Finale gibt es bei unentschiedenem Spielstand nach 90 Minuten vor dem Elfmeterschießen noch eine Verlängerung.

## Qualifikation
Die Hinspiele fanden am 28. bis 30. Januar, die Rückspiele vom 4. bis 6. Februar 2014 statt. Das erstgenannte Team hatte im Hinspiel Heimrecht, das zweite im Rückspiel.
|                         | Gesamt          |                        | Hinspiel | Rückspiel |
| ----------------------- | --------------- | ---------------------- | -------- | --------- |
| Sporting Cristal        | 3:3 (4:5 i. E.) | Athletico Paranaense   | 2:1      | 1:2       |
| Deportivo Quito         | 1:4             | Botafogo FR            | 1:0      | 0:4       |
| CF Universidad de Chile | 4:2             | Club Guaraní           | 1:0      | 3:2       |
| FC Caracas              | 0:3             | CA Lanús               | 0:2      | 0:1       |
| Monarcas Morelia        | 2:2             | Independiente Santa Fe | 2:1      | 0:1       |
| Oriente Petrolero       | 1:2             | Nacional Montevideo    | 1:0      | 0:2       |

## Gruppenphase

### Gruppe 1
| Pl. | Verein                    | Sp. | S | U | N | Tore    | Diff. | Punkte |
| --- | ------------------------- | --- | - | - | - | ------- | ----- | ------ |
| 1.  | CA Vélez Sársfield        | 6   | 5 | 0 | 1 | 009:300 | +6    | 15     |
| 2.  | Club The Strongest        | 6   | 3 | 1 | 2 | 008:700 | +1    | 10     |
| 3.  | Athletico Paranaense      | 6   | 3 | 0 | 3 | 007:700 | ±0    | 09     |
| 4.  | Universitario de Deportes | 6   | 0 | 1 | 5 | 003:100 | −7    | 01     |

| 11. Februar 2014          |     |                           |                         |
| Universitario de Deportes | 0:1 | CA Vélez Sársfield        | Estadio Monumental "U"  |
| 13. Februar 2014          |     |                           |                         |
| Athletico Paranaense      | 1:0 | Club The Strongest        | Arena da Baixada        |
| 20. Februar 2014          |     |                           |                         |
| Club The Strongest        | 1:0 | Universitario de Deportes | Estadio Hernando Siles  |
| 25. Februar 2014          |     |                           |                         |
| CA Vélez Sársfield        | 2:0 | Athletico Paranaense      | Estadio José Amalfitani |
| 11. März 2014             |     |                           |                         |
| Club The Strongest        | 2:0 | CA Vélez Sársfield        | Estadio Hernando Siles  |
| 13. März 2014             |     |                           |                         |
| Universitario de Deportes | 0:1 | Athletico Paranaense      | Estadio Monumental "U"  |
| 18. März 2014             |     |                           |                         |
| CA Vélez Sársfield        | 2:0 | Club The Strongest        | Estadio José Amalfitani |
| 20. März 2014             |     |                           |                         |
| Athletico Paranaense      | 3:0 | Universitario de Deportes | Arena da Baixada        |
| 26. März 2014             |     |                           |                         |
| Athletico Paranaense      | 1:3 | CA Vélez Sársfield        | Arena da Baixada        |
| 27. März 2014             |     |                           |                         |
| Universitario de Deportes | 3:3 | Club The Strongest        | Estadio Monumental "U"  |
| 8. April 2014             |     |                           |                         |
| CA Vélez Sársfield        | 1:0 | Universitario de Deportes | Estadio José Amalfitani |
| Club The Strongest        | 2:1 | Athletico Paranaense      | Estadio Hernando Siles  |

### Gruppe 2
| Pl. | Verein                               | Sp. | S | U | N | Tore    | Diff. | Punkte |
| --- | ------------------------------------ | --- | - | - | - | ------- | ----- | ------ |
| 1.  | Unión Española                       | 6   | 2 | 3 | 1 | 010:900 | +1    | 09     |
| 2.  | Club Atlético San Lorenzo de Almagro | 6   | 2 | 2 | 2 | 006:500 | +1    | 08     |
| 3.  | Independiente del Valle              | 6   | 2 | 2 | 2 | 010:100 | ±0    | 08     |
| 4.  | Botafogo FR                          | 6   | 2 | 1 | 3 | 005:700 | −2    | 07     |

| 11. Februar 2014                     |     |                                      |                                 |
| Botafogo FR                          | 2:0 | Club Atlético San Lorenzo de Almagro | Estádio Olímpico João Havelange |
| 18. Februar 2014                     |     |                                      |                                 |
| Independiente del Valle              | 2:2 | Unión Española                       | Estadio Rumiñahui               |
| 26. Februar 2014                     |     |                                      |                                 |
| Unión Española                       | 1:1 | Botafogo FR                          | Estadio Luis Franzini           |
| 27. Februar 2014                     |     |                                      |                                 |
| Club Atlético San Lorenzo de Almagro | 1:0 | Independiente del Valle              | Estadio Pedro Bidegain          |
| 12. März 2014                        |     |                                      |                                 |
| Club Atlético San Lorenzo de Almagro | 1:1 | Unión Española                       | Estadio Pedro Bidegain          |
| Independiente del Valle              | 2:1 | Botafogo FR                          | Estadio Rumiñahui               |
| 18. März 2014                        |     |                                      |                                 |
| Botafogo FR                          | 1:0 | Independiente del Valle              | Estádio Olímpico João Havelange |
| 20. März 2014                        |     |                                      |                                 |
| Unión Española                       | 1:0 | Club Atlético San Lorenzo de Almagro | Estadio Luis Franzini           |
| 27. März 2014                        |     |                                      |                                 |
| Independiente del Valle              | 1:1 | Club Atlético San Lorenzo de Almagro | Estadio Rumiñahui               |
| 2. April 2014                        |     |                                      |                                 |
| Botafogo FR                          | 0:1 | Unión Española                       | Estádio Olímpico João Havelange |
| 9. April 2014                        |     |                                      |                                 |
| Unión Española                       | 4:5 | Independiente del Valle              | Estadio Luis Franzini           |
| Club Atlético San Lorenzo de Almagro | 3:0 | Botafogo FR                          | Estadio Pedro Bidegain          |

### Gruppe 3
| Pl. | Verein             | Sp. | S | U | N | Tore    | Diff. | Punkte |
| --- | ------------------ | --- | - | - | - | ------- | ----- | ------ |
| 1.  | Club Cerro Porteño | 6   | 3 | 1 | 2 | 010:900 | +1    | 10     |
| 2.  | CA Lanús           | 6   | 2 | 2 | 2 | 006:500 | +1    | 08     |
| 3.  | CD O’Higgins       | 6   | 1 | 4 | 1 | 005:500 | ±0    | 07     |
| 4.  | Deportivo Cali     | 6   | 2 | 1 | 3 | 006:800 | −2    | 07     |

| 12. Februar 2014   |     |                    |                                             |
| Deportivo Cali     | 1:0 | Club Cerro Porteño | Estadio Deportivo Cali                      |
| 13. Februar 2014   |     |                    |                                             |
| CA Lanús           | 0:0 | CD O’Higgins       | Estadio Ciudad de Lanús – Néstor Díaz Pérez |
| 19. Februar 2014   |     |                    |                                             |
| CD O’Higgins       | 1:0 | Deportivo Cali     | Estadio Monumental                          |
| 26. Februar 2014   |     |                    |                                             |
| Club Cerro Porteño | 3:1 | CA Lanús           | Estadio General Pablo Rojas                 |
| 13. März 2014      |     |                    |                                             |
| CD O’Higgins       | 2:2 | Club Cerro Porteño | Estadio Monumental                          |
| Deportivo Cali     | 2:1 | CA Lanús           | Estadio Deportivo Cali                      |
| 20. März 2014      |     |                    |                                             |
| Club Cerro Porteño | 2:1 | CD O’Higgins       | Estadio General Pablo Rojas                 |
| CA Lanús           | 2:0 | Deportivo Cali     | Estadio Ciudad de Lanús – Néstor Díaz Pérez |
| 26. März 2014      |     |                    |                                             |
| Deportivo Cali     | 1:1 | CD O’Higgins       | Estadio Deportivo Cali                      |
| 27. März 2014      |     |                    |                                             |
| CA Lanús           | 2:0 | Club Cerro Porteño | Estadio Ciudad de Lanús – Néstor Díaz Pérez |
| 8. April 2014      |     |                    |                                             |
| Club Cerro Porteño | 3:2 | Deportivo Cali     | Estadio General Pablo Rojas                 |
| CD O’Higgins       | 0:0 | CA Lanús           | Estadio El Teniente                         |

### Gruppe 4
| Pl. | Verein                 | Sp. | S | U | N | Tore    | Diff. | Punkte |
| --- | ---------------------- | --- | - | - | - | ------- | ----- | ------ |
| 1.  | Atlético Mineiro       | 6   | 3 | 3 | 0 | 008:500 | +3    | 12     |
| 2.  | Club Nacional          | 6   | 2 | 2 | 2 | 008:100 | −2    | 08     |
| 3.  | Zamora FC              | 6   | 2 | 1 | 3 | 006:600 | ±0    | 07     |
| 4.  | Independiente Santa Fe | 6   | 1 | 2 | 3 | 010:110 | −1    | 05     |

| 11. Februar 2014       |     |                        |                                    |
| Zamora FC              | 0:1 | Atlético Mineiro       | Estadio Agustín Tovar              |
| Independiente Santa Fe | 3:1 | Club Nacional          | Estadio Nemesio Camacho            |
| 20. Februar 2014       |     |                        |                                    |
| Club Nacional          | 1:0 | Zamora FC              | Estadio Arsenio Erico              |
| 26. Februar 2014       |     |                        |                                    |
| Atlético Mineiro       | 2:1 | Independiente Santa Fe | Estádio Governador Magalhães Pinto |
| 12. März 2014          |     |                        |                                    |
| Club Nacional          | 2:2 | Atlético Mineiro       | Estadio Arsenio Erico              |
| Zamora FC              | 2:1 | Independiente Santa Fe | Estadio Agustín Tovar              |
| 18. März 2014          |     |                        |                                    |
| Independiente Santa Fe | 2:2 | Zamora FC              | Estadio Nemesio Camacho            |
| 19. März 2014          |     |                        |                                    |
| Atlético Mineiro       | 1:1 | Club Nacional          | Estádio Governador Magalhães Pinto |
| 25. März 2014          |     |                        |                                    |
| Zamora FC              | 2:0 | Club Nacional          | Estadio Agustín Tovar              |
| 4. April 2014          |     |                        |                                    |
| Independiente Santa Fe | 1:1 | Atlético Mineiro       | Estadio Nemesio Camacho            |
| 10. April 2014         |     |                        |                                    |
| Atlético Mineiro       | 1:0 | Zamora FC              | Estádio Governador Magalhães Pinto |
| Club Nacional          | 3:2 | Independiente Santa Fe | Estadio Arsenio Erico              |

### Gruppe 5
| Pl. | Verein                  | Sp. | S | U | N | Tore    | Diff. | Punkte |
| --- | ----------------------- | --- | - | - | - | ------- | ----- | ------ |
| 1.  | Defensor Sporting       | 6   | 3 | 2 | 1 | 011:500 | +6    | 11     |
| 2.  | Cruzeiro EC             | 6   | 3 | 1 | 2 | 013:700 | +6    | 10     |
| 3.  | CF Universidad de Chile | 6   | 3 | 1 | 2 | 006:900 | −3    | 10     |
| 4.  | Real Garcilaso          | 6   | 1 | 0 | 5 | 004:130 | −9    | 03     |

| 12. Februar 2014        |     |                         |                                     |
| Real Garcilaso          | 2:1 | Cruzeiro EC             | Estadio Garcilaso de la Vega        |
| 13. Februar 2014        |     |                         |                                     |
| CF Universidad de Chile | 1:0 | Defensor Sporting       | Estadio Nacional de Chile           |
| 19. Februar 2014        |     |                         |                                     |
| Defensor Sporting       | 4:1 | Real Garcilaso          | Estadio Luis Franzini               |
| 25. Februar 2014        |     |                         |                                     |
| Cruzeiro EC             | 5:1 | CF Universidad de Chile | Estádio Governador Magalhães Pinto  |
| 11. März 2014           |     |                         |                                     |
| Defensor Sporting       | 2:0 | Cruzeiro EC             | Estadio Luis Franzini               |
| Real Garcilaso          | 1:2 | CF Universidad de Chile | Estadio Garcilaso de la Vega        |
| 18. März 2014           |     |                         |                                     |
| CF Universidad de Chile | 1:0 | Real Garcilaso          | Estadio Nacional de Chile           |
| 20. März 2014           |     |                         |                                     |
| Cruzeiro EC             | 2:2 | Defensor Sporting       | Estádio Governador Magalhães Pinto  |
| 1. April 2014           |     |                         |                                     |
| Real Garcilaso          | 0:2 | Defensor Sporting       | Estadio Garcilaso de la Vega        |
| 3. April 2014           |     |                         |                                     |
| CF Universidad de Chile | 0:2 | Cruzeiro EC             | Estadio Nacional de Chilev          |
| 9. April 2014           |     |                         |                                     |
| Cruzeiro EC             | 3:0 | Real Garcilaso          | Estádio Governador Magalhães Pintov |
| Defensor Sporting       | 1:1 | CF Universidad de Chile | Estadio Luis Franziniv              |

### Gruppe 6
| Pl. | Verein              | Sp. | S | U | N | Tore    | Diff. | Punkte |
| --- | ------------------- | --- | - | - | - | ------- | ----- | ------ |
| 1.  | Grêmio FBPA         | 6   | 4 | 2 | 0 | 008:100 | +7    | 14     |
| 2.  | Atlético Nacional   | 6   | 3 | 1 | 2 | 007:800 | −1    | 10     |
| 3.  | Newell’s Old Boys   | 6   | 2 | 2 | 2 | 010:700 | +3    | 08     |
| 4.  | Nacional Montevideo | 6   | 0 | 1 | 5 | 004:130 | −9    | 01     |

| 13. Februar 2014    |     |                     |                             |
| Atlético Nacional   | 1:0 | Newell’s Old Boys   | Estadio Atanasio Girardot   |
| Nacional Montevideo | 0:1 | Grêmio FBPA         | Estadio Gran Parque Central |
| 25. Februar 2014    |     |                     |                             |
| Grêmio FBPA         | 3:0 | Atlético Nacional   | Arena do Grêmio             |
| 27. Februar 2014    |     |                     |                             |
| Newell’s Old Boys   | 4:0 | Nacional Montevideo | Estadio Marcelo Bielsa      |
| 11. März 2014       |     |                     |                             |
| Atlético Nacional   | 1:1 | Nacional Montevideo | Estadio Atanasio Girardot   |
| 13. März 2014       |     |                     |                             |
| Grêmio FBPA         | 0:0 | Newell’s Old Boys   | Arena do Grêmio             |
| 18. März 2014       |     |                     |                             |
| Nacional Montevideo | 0:1 | Atlético Nacional   | Estadio Gran Parque Central |
| 19. März 2014       |     |                     |                             |
| Newell’s Old Boys   | 1:1 | Grêmio FBPA         | Estadio Marcelo Bielsa      |
| 26. März 2014       |     |                     |                             |
| Nacional Montevideo | 2:4 | Newell’s Old Boys   | Estadio Gran Parque Central |
| 2. April 2014       |     |                     |                             |
| Atlético Nacional   | 0:2 | Grêmio FBPA         | Estadio Atanasio Girardot   |
| 10. April 2014      |     |                     |                             |
| Newell’s Old Boys   | 1:3 | Atlético Nacional   | Estadio Marcelo Bielsa      |
| Grêmio FBPA         | 1:0 | Nacional Montevideo | Arena do Grêmio             |

### Gruppe 7
| Pl. | Verein       | Sp. | S | U | N | Tore    | Diff. | Punkte |
| --- | ------------ | --- | - | - | - | ------- | ----- | ------ |
| 1.  | Club Bolívar | 6   | 3 | 2 | 1 | 008:600 | +2    | 11     |
| 2.  | Club León    | 6   | 3 | 1 | 2 | 010:700 | +3    | 10     |
| 3.  | CR Flamengo  | 6   | 2 | 1 | 3 | 010:100 | ±0    | 07     |
| 4.  | CS Emelec    | 6   | 2 | 0 | 4 | 007:120 | −5    | 06     |

| 12. Februar 2014 |     |              |                        |
| Club León        | 2:1 | CR Flamengo  | Estadio Nou Camp       |
| 13. Februar 2014 |     |              |                        |
| CS Emelec        | 2:1 | Club Bolívar | Estadio George Capwell |
| 19. Februar 2014 |     |              |                        |
| Club Bolívar     | 1:1 | Club León    | Estadio Hernando Siles |
| 26. Februar 2014 |     |              |                        |
| CR Flamengo      | 3:1 | CS Emelec    | Maracanã               |
| 11. März 2014    |     |              |                        |
| CS Emelec        | 2:1 | Club León    | Estadio George Capwell |
| 12. März 2014    |     |              |                        |
| CR Flamengo      | 2:2 | Club Bolívar | Maracanã               |
| 19. März 2014    |     |              |                        |
| Club Bolívar     | 1:0 | CR Flamengo  | Estadio Hernando Siles |
| Club León        | 3:0 | CS Emelec    | Estadio Nou Camp       |
| 26. März 2014    |     |              |                        |
| Club León        | 0:1 | Club Bolívar | Estadio Nou Camp       |
| 2. April 2014    |     |              |                        |
| CS Emelec        | 1:2 | CR Flamengo  | Estadio George Capwell |
| 9. April 2014    |     |              |                        |
| Club Bolívar     | 2:1 | CS Emelec    | Estadio Hernando Siles |
| CR Flamengo      | 2:3 | Club León    | Maracanã               |

### Gruppe 8
| Pl. | Verein                | Sp. | S | U | N | Tore    | Diff. | Punkte |
| --- | --------------------- | --- | - | - | - | ------- | ----- | ------ |
| 1.  | Santos Laguna         | 6   | 4 | 1 | 1 | 011:500 | +6    | 13     |
| 2.  | Arsenal de Sarandí    | 6   | 4 | 0 | 2 | 011:400 | +7    | 12     |
| 3.  | Club Atlético Peñarol | 6   | 1 | 2 | 3 | 005:100 | −5    | 05     |
| 4.  | Deportivo Anzoátegui  | 6   | 0 | 3 | 3 | 004:120 | −8    | 03     |

| 11. Februar 2014      |     |                       |                                         |
| Santos Laguna         | 1:0 | Arsenal de Sarandí    | Estadio TSM Corona                      |
| 12. Februar 2014      |     |                       |                                         |
| Deportivo Anzoátegui  | 1:1 | Club Atlético Peñarol | Estadio General José Antonio Anzoátegui |
| 18. Februar 2014      |     |                       |                                         |
| Club Atlético Peñarol | 0:2 | Santos Laguna         | Estadio Contador José Pedro Damiani     |
| 25. Februar 2014      |     |                       |                                         |
| Arsenal de Sarandí    | 3:0 | Deportivo Anzoátegui  | Estadio Julio H. Grondona               |
| 11. März 2014         |     |                       |                                         |
| Deportivo Anzoátegui  | 1:1 | Santos Laguna         | Estadio General José Antonio Anzoátegui |
| 13. März 2014         |     |                       |                                         |
| Arsenal de Sarandí    | 1:0 | Club Atlético Peñarol | Estadio Julio H. Grondona               |
| 18. März 2014         |     |                       |                                         |
| Santos Laguna         | 3:0 | Deportivo Anzoátegui  | Nuevo Estadio Corona                    |
| 19. März 2014         |     |                       |                                         |
| Club Atlético Peñarol | 2:1 | Arsenal de Sarandí    | Estadio Contador José Pedro Damiani     |
| 25. März 2014         |     |                       |                                         |
| Santos Laguna         | 4:1 | Club Atlético Peñarol | Nuevo Estadio Corona                    |
| 27. März 2014         |     |                       |                                         |
| Deportivo Anzoátegui  | 1:3 | Arsenal de Sarandí    | Estadio General José Antonio Anzoátegui |
| 10. April 2014        |     |                       |                                         |
| Club Atlético Peñarol | 1:1 | Deportivo Anzoátegui  | Estadio Contador José Pedro Damiani     |
| Arsenal de Sarandí    | 3:0 | Santos Laguna         | Estadio Julio H. Grondona               |

## Achtelfinale
Für das Achtelfinale qualifizierten sich jeweils der Erste und Zweite jeder Gruppe.
Die Spiele wurden nicht ausgelost, sondern über eine Setzliste bestimmt. An die acht Gruppensieger wurden entsprechend ihrer Rangfolge die Startnummern 1 bis 8 vergeben, der beste Gruppensieger erhielt also die 1, der zweitbeste Gruppensieger die 2 usw. Die acht Gruppenzweiten erhielten die Startnummern 9 bis 16. Im Achtelfinale spielten dann 1 – 16, 2 – 15, 3 – 14 …, also der beste Gruppenerste gegen den schlechtesten Gruppenzweiten usw.
Die nachstehende Übersicht gibt die Tabelle der Erst- und Zweitplatzierten der Gruppenphase an.
| 1                                        | CA Vélez Sársfield                   | 15 | +6 |
| 2                                        | Grêmio FBPA                          | 14 | +7 |
| 3                                        | Santos Laguna                        | 13 | +6 |
| 4                                        | Atlético Mineiro                     | 12 | +3 |
| 5                                        | Defensor Sporting                    | 11 | +6 |
| 6                                        | Club Bolívar                         | 11 | +2 |
| 7                                        | Club Cerro Porteño                   | 10 | +1 |
| 8                                        | Unión Española                       | 9  | +1 |
| 9                                        | Arsenal de Sarandí                   | 12 | +7 |
| 10                                       | Cruzeiro EC                          | 10 | +6 |
| 11                                       | Club León                            | 10 | +3 |
| 12                                       | Club The Strongest                   | 10 | +1 |
| 13                                       | Atlético Nacional                    | 10 | −1 |
| 14                                       | CA Lanús                             | 8  | +1 |
| 15                                       | Club Atlético San Lorenzo de Almagro | 8  | +1 |
| 16                                       | Club Nacional                        | 8  | −2 |
| Farblegende: Gruppensieger Gruppenzweite |                                      |    |    |

Die Hinspiele fanden vom 16. bis 24. April und die Rückspiele vom 23. April bis 2. Mai 2014 statt.
|                                      | Gesamt          |                    | Hinspiel | Rückspiel |
| ------------------------------------ | --------------- | ------------------ | -------- | --------- |
| Club Nacional                        | 3:2             | CA Vélez Sársfield | 1:0      | 2:2       |
| Club Atlético San Lorenzo de Almagro | 1:1 (4:2 i. E.) | Grêmio FBPA        | 1:0      | 0:1       |
| CA Lanús                             | 4:1             | Santos Laguna      | 2:1      | 2:0       |
| Atlético Nacional                    | 2:1             | Atlético Mineiro   | 1:0      | 1:1       |
| Club The Strongest                   | 2:2 (2:4 i. E.) | Defensor Sporting  | 2:0      | 0:2       |
| Club León                            | (a)3:3(a)       | Club Bolívar       | 2:2      | 1:1       |
| Cruzeiro EC                          | 3:1             | Club Cerro Porteño | 1:1      | 2:0       |
| Arsenal de Sarandí                   | 1:0             | Unión Española     | 0:0      | 1:0       |

## Viertelfinale
Die Hinspiele fanden am 7. und 8. Mai, die Rückspiele am 14. und 15. Mai 2014 statt.
|                                      | Gesamt |                    | Hinspiel | Rückspiel |
| ------------------------------------ | ------ | ------------------ | -------- | --------- |
| Club Nacional                        | 1:0    | Arsenal de Sarandí | 1:0      | 0:0       |
| Atlético Nacional                    | 0:3    | Defensor Sporting  | 0:2      | 0:1       |
| Club Atlético San Lorenzo de Almagro | 2:1    | Cruzeiro EC        | 1:0      | 1:1       |
| CA Lanús                             | 1:2    | Club Bolívar       | 1:1      | 0:1       |

## Halbfinale
Die Hinspiele fanden am 23. und 24., die Rückspiele am 30. und 31. Juli 2014 statt.
|                                      | Gesamt |                   | Hinspiel | Rückspiel |
| ------------------------------------ | ------ | ----------------- | -------- | --------- |
| Club Nacional                        | 2:1    | Defensor Sporting | 2:0      | 0:1       |
| Club Atlético San Lorenzo de Almagro | 5:1    | Club Bolívar      | 5:0      | 0:1       |

## Finale

### Hinspiel
| Club Nacional                                                          | Club Nacional | Club Atlético San Lorenzo de Almagro | Club Atlético San Lorenzo de Almagro |
| ---------------------------------------------------------------------- | --- | --- | ------------------------------------ |
| Club Nacional                                                          | \| 6. August 2014 um 20:15 Uhr in Asunción (Estadio Defensores del Chaco) \| \| Ergebnis: 1:1 (0:0) \| \| Schiedsrichter: Wilmar Roldán ( Kolumbien) \| \| Spielbericht \|                                                                                           | \| 6. August 2014 um 20:15 Uhr in Asunción (Estadio Defensores del Chaco) \| \| Ergebnis: 1:1 (0:0) \| \| Schiedsrichter: Wilmar Roldán ( Kolumbien) \| \| Spielbericht \| | Club Atlético San Lorenzo de Almagro |
| Club Nacional                                                          | Ignacio Don – Ramón Coronel (70. Julio Santa Cruz), José Cáceres, Raúl Piris , Davíd Mendoza – Marcos Melgarejo, Silvio Torales, Derlis Orué (70. Hugo Lusardi), Juan Argüello – Fredy Bareiro, Julián Benítez (62. Cecilio Domínguez) Cheftrainer: Gustavo Morínigo | Sebastián Torrico – Julio Buffarini, Fabricio Fontanini, Santiago Gentiletti, Emmanuel Más – Juan Mercier, Néstor Ortigoza (85. Enzo Kalinski) – Héctor Villalba (70. Gonzalo Verón), Leandro Romagnoli (76. Pablo Barrientos), Ignacio Piatti – Mauro Matos Cheftrainer: Edgardo Bauza | Club Atlético San Lorenzo de Almagro |
| Club Nacional                                                          | 1:1 Julio Santa Cruz (90.+3') | 0:1 Mauro Matos (65.) | Club Atlético San Lorenzo de Almagro |
| 6. August 2014 um 20:15 Uhr in Asunción (Estadio Defensores del Chaco) | | |                                      |
| Ergebnis: 1:1 (0:0)                                                    | | |                                      |
| Schiedsrichter: Wilmar Roldán ( Kolumbien)                             | | |                                      |
| Spielbericht                                                           | | |                                      |

### Rückspiel
| Club Atlético San Lorenzo de Almagro                                  | Club Atlético San Lorenzo de Almagro | Club Nacional | Club Nacional |
| --------------------------------------------------------------------- | --- | --- | ------------- |
| Club Atlético San Lorenzo de Almagro                                  | \| 13. August 2014 um 21:15 Uhr in Buenos Aires (Estadio Pedro Bidegain) \| \| Ergebnis: 1:0 (1:0) \| \| Schiedsrichter: Sandro Ricci ( Brasilien) \| \| Spielbericht \| | \| 13. August 2014 um 21:15 Uhr in Buenos Aires (Estadio Pedro Bidegain) \| \| Ergebnis: 1:0 (1:0) \| \| Schiedsrichter: Sandro Ricci ( Brasilien) \| \| Spielbericht \|                                                                                              | Club Nacional |
| Club Atlético San Lorenzo de Almagro                                  | Sebastián Torrico – Julio Buffarini, Mauro Cetto, Santiago Gentiletti, Emmanuel Más – Héctor Villalba (82. Enzo Kalinski), Néstor Ortigoza, Juan Mercier, Leandro Romagnoli (88. Walter Kannemann) – Martín Cauteruccio (65. Gonzalo Verón), Mauro Matos Cheftrainer: Edgardo Bauza | Ignacio Don – Ramón Coronel, José Cáceres, Raúl Piris , Davíd Mendoza – Marcos Melgarejo (88. Hugo Lusardi), Derlis Orué (57. Brian Montenegro), Silvio Torales, Marcos Riveros – Julián Benítez (85. Julio Santa Cruz) – Fredy Bareiro Cheftrainer: Gustavo Morínigo | Club Nacional |
| Club Atlético San Lorenzo de Almagro                                  | 1:0 Néstor Ortigoza (36., Foulelfmeter) | | Club Nacional |
| Club Atlético San Lorenzo de Almagro                                  | Juan Mercier (31.) | Ramón Coronel (36.), Julián Benítez (70.), Davíd Mendoza (90.+3') | Club Nacional |
| 13. August 2014 um 21:15 Uhr in Buenos Aires (Estadio Pedro Bidegain) | | |               |
| Ergebnis: 1:0 (1:0)                                                   | | |               |
| Schiedsrichter: Sandro Ricci ( Brasilien)                             | | |               |
| Spielbericht                                                          | | |               |

## Beste Torschützen
| Rang | Spieler              | Klub                    | Tore |
| ---- | -------------------- | ----------------------- | ---- |
| 1    | Nicolás Olivera      | Defensor Sporting       | 5    |
|      | Julio dos Santos     | Club Cerro Porteño      | 5    |
| 3    | Daniel Angulo        | Independiente del Valle | 4    |
|      | Mauro Boselli        | Club León               | 4    |
|      | Juanmi Callejón      | Club Bolívar            | 4    |
|      | Gustavo Canales      | Unión Española          | 4    |
|      | Luis Miguel Escalada | CS Emelec               | 4    |
|      | Juan Manuel Falcón   | Zamora FC               | 4    |
|      | Felipe Gedoz         | Defensor Sporting       | 4    |
|      | Ricardo Goulart      | Cruzeiro EC             | 4    |
|      | Jô                   | Atlético Mineiro        | 4    |
|      | Omar Sebastián Pérez | Independiente Santa Fe  | 4    |
|      | Bruno Rodrigo        | Cruzeiro EC             | 4    |
|      | Junior Sornoza       | Independiente del Valle | 4    |
|      | Wallyson             | Botafogo FR             | 4    |